# Futur d'Åland
Futur d'Åland (en suédois : Ålands Framtid) est un parti politique séparatiste d'Åland, fondé en 2001.

## Principes
L'objectif de ce parti est l'indépendance des îles Åland vis-à-vis de la Finlande. En dépit du fort statut d'autonomie de cet archipel, qui implique notamment que le suédois est la seule langue officielle, les membres de ce parti estiment que la meilleure manière de protéger la culture des îles Åland réside dans l'indépendance. En effet, le bilinguisme officiel de la Finlande masquerait une prédominance croissante du finnois qui pourrait menacer la culture alandaise, les habitants de l'archipel pouvant de moins en moins communiquer en suédois avec les autorités nationales. En outre, ils estiment que le modèle de développement de l'archipel, basé notamment sur le secteur maritime, est trop différent du reste de l'économie finlandaise qui repose sur une industrie forte et le secteur forestier.
Au-delà de l'indépendance, dont le parti a conscience qu'elle n'est pas forcément accessible dans un avenir proche, plusieurs positions en faveur d'une autonomie plus grande sont défendues. Le parti réclame la possibilité pour les insulaires d'utiliser systématiquement le suédois dans leurs relations avec les autorités finlandaises, l'association du gouvernement de l'île aux questions de relations internationales qui concernent directement les îles Åland, l'obtention d'un siège réservé au Parlement européen pour y défendre les intérêts de l'archipel ou encore la possibilité de commercer librement avec la Suède. Lors de la campagne pour les élections législatives ålandaises de 2015, le parti défend un processus graduel d'indépendance, au travers de la reconnaissance d'une pleine autonomie interne d'ici 2032 puis de l'indépendance à l'horizon 2040. Il plaide aussi pour la reconnaissance, par l'UEFA, de l'équipe d'Åland de football et, plus globalement, pour la possibilité pour les autorités insulaires d'être représentées elles-mêmes dans différentes organisations internationales.

## Historique
Le parti est fondé en 2001 et participe deux ans plus tard pour la première fois aux élections au Lagting, le parlement régional. Il obtient son meilleur résultat lors des élections de 2011 où il remporte autour de 10 % des voix et occupe trois sièges.
| Année | Voix  | %   | Sièges |
| ----- | ----- | --- | ------ |
| 2003  | 800   | 6,5 | 2      |
| 2007  | 1 069 | 8,3 | 2      |
| 2011  | 1 286 | 9,6 | 3      |
| 2015  | 1 096 | 7,4 | 2      |
| 2019  | 659   | 4,6 | 1      |